# 南神庙
37°11′10″N 112°11′05″E / 37.18611°N 112.18472°E
南神庙位于山西省晋中市平遥县古陶镇干坑村，是供奉光明菩萨的寺庙，2004年被列为山西省文物保护单位，2013年被列为第七批全国重点文物保护单位。
南神庙始建年代不详，明代重修，时称耶殊夫人庙、耶输神祠，清代改称南神庙，现代又称源相寺。庙坐北朝南，现存山门、天王殿、观音殿、地藏殿、光明菩萨殿、石佛殿、念佛堂、三圣殿等建筑，另有明清碑刻若干及明代石经幢一座。
- 临街面（西北角）外墙
- 西侧面外墙
- 山门
- 天王殿
- 中殿（光明菩萨殿）
- 观音殿
- 地藏殿
- 后殿（石佛殿）
- 念佛堂
- 三圣殿
- 东侧琉璃围墙和墓冢、石经幢
- 石经幢